# Gubanowka (obwód kurski)
Gubanowka (ros. Губановка) – wieś (ros. деревня, trb. dieriewnia) w zachodniej Rosji, w sielsowiecie kitajewskim rejonu miedwieńskiego w obwodzie kurskim.

## Geografia
Miejscowość położona jest nad rzeką Połnaja (lewy dopływ Sejmu), 4 km od centrum administracyjnego sielsowietu (2-ja Kitajewka), 11 km na północny wschód od centrum administracyjnego rejonu (Miedwienka), 29 km na południowy wschód od Kurska, 10,5 km od drogi magistralnej (federalnego znaczenia) M2 «Krym».
We wsi znajduje się 59 posesji.
Klimat
Miejscowość, jak i cały rejon, znajduje się w strefie klimatu kontynentalnego z łagodnym ciepłym latem i równomiernie rozłożonymi opadami rocznymi (Dfb w klasyfikacji klimatów Köppena).
|                            | Sty  | Lut  | Mar  | Kwi | Maj  | Cze  | Lip  | Sie  | Wrz  | Paź  | Lis  | Gru  |
| -------------------------- | ---- | ---- | ---- | --- | ---- | ---- | ---- | ---- | ---- | ---- | ---- | ---- |
| Najwyższe temperatury (°C) | -4,1 | -3,1 | 2,8  | 13  | 19,3 | 22,6 | 25,3 | 24,6 | 18,2 | 10,6 | 3,4  | -1,2 |
| Najniższe temperatury (°C) | -8,7 | -8,9 | -4,9 | 2,6 | 9    | 12,9 | 15,7 | 14,8 | 9,6  | 3,9  | -1,2 | -5,3 |
| Opady (mm)                 | 50   | 43   | 46   | 48  | 60   | 68   | 70   | 54   | 57   | 57   | 45   | 48   |
| Ilość dni z opadami        | 8    | 8    | 8    | 7   | 8    | 8    | 9    | 6    | 6    | 7    | 7    | 8    |

## Demografia
W 2010 r. wieś zamieszkiwało 128 osób.